# 阪堺電気軌道251形電車
阪堺電気軌道モ251形電車（はんかいでんききどうモ251がたでんしゃ）は、阪堺電気軌道が保有していた路面電車車両。
運転士などからは「先斗町」（舞妓は走らない事から、「走らない電車」との皮肉）の愛称で呼ばれていた。
1978年 - 1979年にかけて、当時阪堺電気軌道線に相当する各線区（大阪軌道線）を運営していた南海電気鉄道が、京都市電の路線廃止に伴って全車廃車となった1800形（800形をワンマン化改造したもの）6両を譲受した。

## 概要

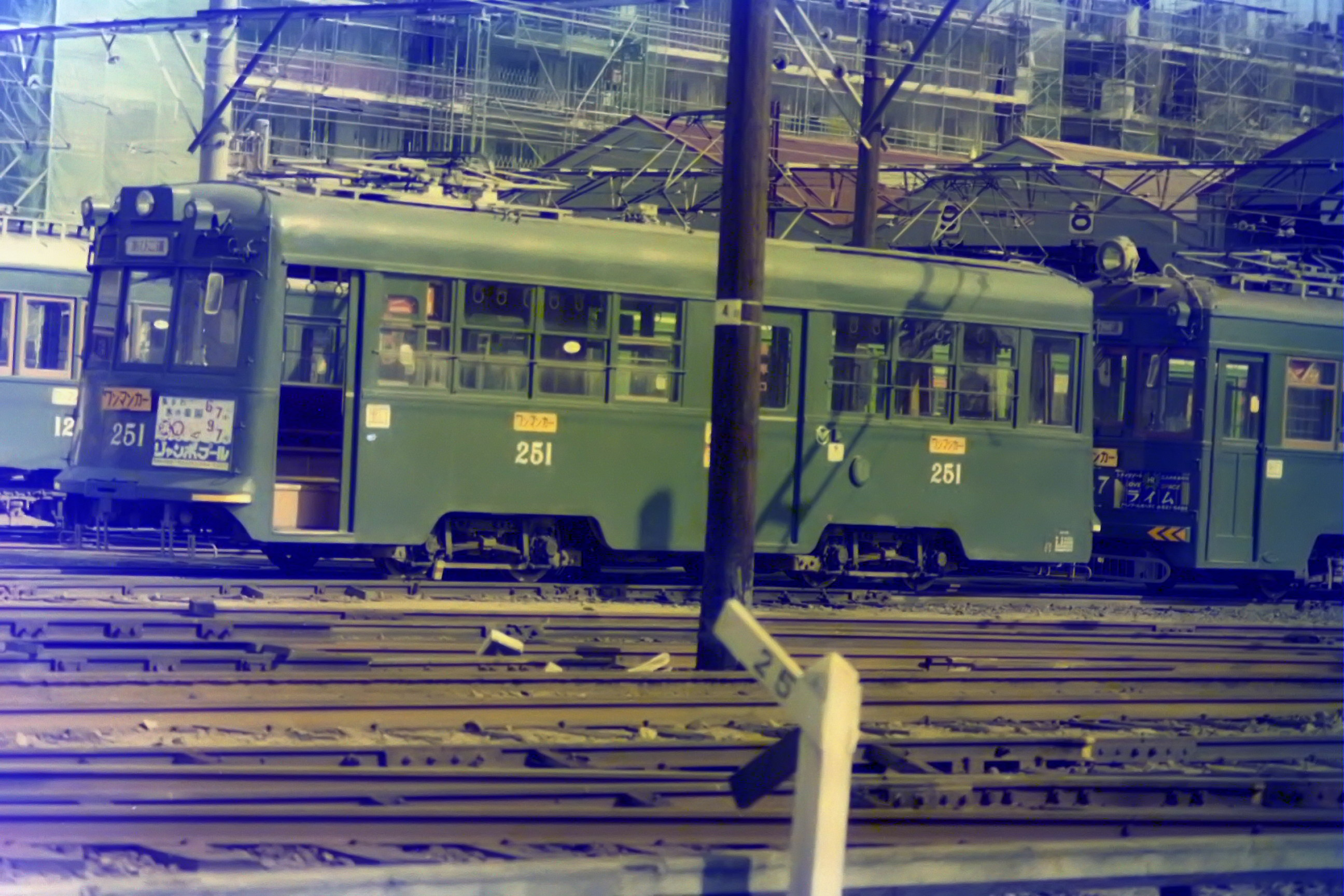
モ251（1986年9月）

本形式が譲受された1970年代後半当時、大阪軌道線では11m級2扉車のモ205形が40両以上在籍し、大阪市営地下鉄2号線（谷町線）の延伸計画の影響で近い将来の廃止が予定されていた平野線を中心に、車掌の乗務するツーマンカーとして運用されていた。
このモ205形については、その過半数について、平野線廃止に合わせて廃車とすることが計画されていたが、それでもラッシュ時の予備や年始の住吉神社参詣客輸送時の増発用として一定数の残存が求められる状況にあった。しかし、同形式は元々中形木造車のモ1形・モ50形の車体を鋼体化して製作された車両であり、1970年代後半の時点で既に主要機器の老朽化が著しくなっていた。しかも、車体についても両端に乗降用扉を設置する構造上の問題からワンマン化改造工事を実施する場合、客用扉の移設をはじめ大改造が必要となり、多大なコストが必要と見なされていた。
そこで、経年の若いワンマン車を他社局から譲受してこれらを代替することが計画され、折良く京都市電の全廃で余剰となっていた、11,950mm車体を備えるワンマン車の1800形を譲受し、南海仕様に改造の上で運用することとした。
各車の前歴は以下の通り。
モ251
元京都市電844→1844。1950年近畿車輛製。
モ252 - モ256
元京都市電866 - 870→1866 - 1870。1953年愛知富士産業製。
譲受に際しては極力経年が若く、主電動機として45kW級のSS-60を新造当初から搭載していた後期車を中心に、保守の容易な鋳鋼製軸ばね式台車である扶桑金属工業KS-40Jを装着する車両が選定されている。
譲受に際しては、集電装置を京都市標準のビューゲルから菱形パンタグラフへ交換、前照灯を前面上部の旧ワンマンカー表示部へ移設してシールドビーム1灯化、加えて旧前照灯取付位置に尾灯を移設したため、京都時代とはやや異なった印象の前面形状となった。また、室内灯の白熱灯から蛍光灯への交換も併せて実施されており、塗装を当時の阪堺電軌の標準色であった濃緑色に変更の上で竣工した。

## 運用

### 導入時
元々専用軌道上で高速運転を実施し、鉄道線向け車両並の強度を持つ強固な構造の車両を製作し使用してきた阪堺電軌においては、戦前の京都市電の代表車である600形の基本設計を継承する華奢な軽量車体を持つ本形式は脆弱であると評され、特に高速運転を行う際に車体の剛性が不足することが指摘された。

### 終焉
本形式は、小型車体で収容力が小さい上に速度も遅く、譲受の目的であったモ205形の代替には適さないと判断され、速度を出さずに済む朝のラッシュ時に限定運用されるという、当初計画とは異なった使用形態となってしまった。このため、思惑が外れた阪堺電軌は平野線廃止後、全車廃車が予定されていたモ205形の一部について延命措置をとり、扉移設を含む大改造を実施の上でワンマン化に踏み切る羽目になっている。
以上のような事情から、本形式は車両の絶対数が不足する正月三が日の初詣輸送時に使用されていた以外はほとんどの期間、車庫での休車状態が続き、モ701形などの増備により、1995年6月5日をもって引退となり、全車廃車された。

### 保存車
現在は車籍こそ抹消されたものの、現役時代の最晩年（1994年8月）に京都市電塗装に戻されていたモ256（旧1870）が同社の大和川検車区に動態保存の形で留置されており、毎年6月に行われる「路面電車まつり」等の際に公開されている。（ただし、阪堺電気軌道では保存の意思は無く、譲渡待ちの「保管車」としている。動態なのも「たまたま動いただけ」で整備や補修も一切されておらず積極的に残している訳では無い。）
また、モ255（旧1869）については廃車後、1992年11月22日に神戸からアメリカ合衆国アリゾナ州のツーソンにあるオールド・プエブロ・トロリーに譲渡され、ここで新造時（京都市電869）の状態にほぼ復元の上で動態保存されている。
なお、これら2両以外についても廃車後長く我孫子道車庫に残存（アメリカでの動態保存計画があった為）していたが、2000年9月に全車解体処分とされている。